# Рубинар

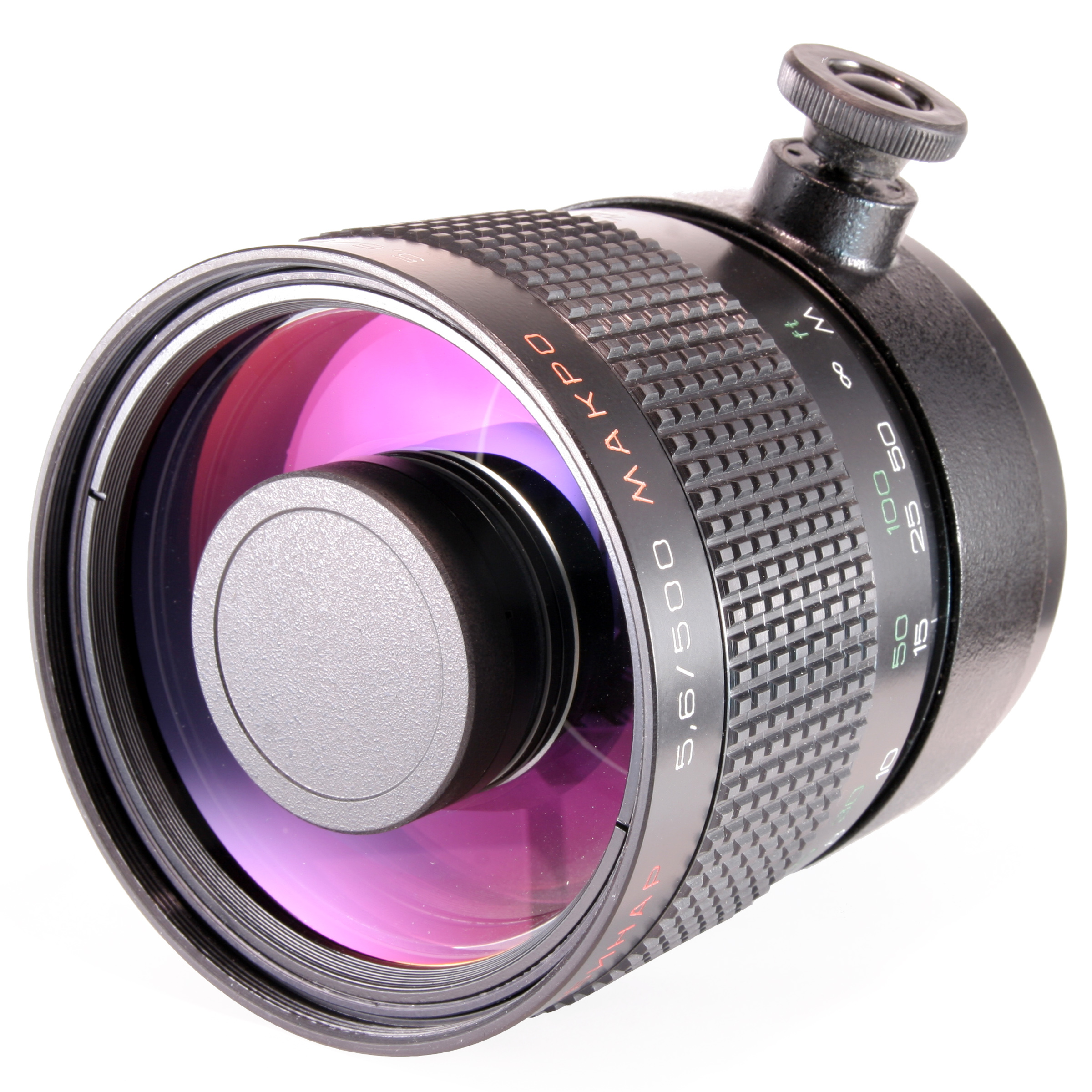
Объектив «Рубинар» 5,6/500

Рубина́р — семейство зеркально-менисковых объективов с больши́м фокусным расстоянием, а также с просто сферической оптикой, выпускающихся на Лыткаринском заводе оптического стекла (ОАО ЛЗОС). Объективы этого семейства предназначены для использования в качестве сменных к малоформатным однообъективным зеркальным фотоаппаратам.
Крепление объективов — резьбовое М42×1/45,5 или байонет К. Имеют резьбовое гнездо для крепления на штативе (кроме Рубинар 4,5/300 и Рубинар 8/500).
Основное применение объективов семейства «Рубинар» — астросъёмка, фотографирование удалённых объектов, птиц и других животных (фотоохота).

## Оптическая схема

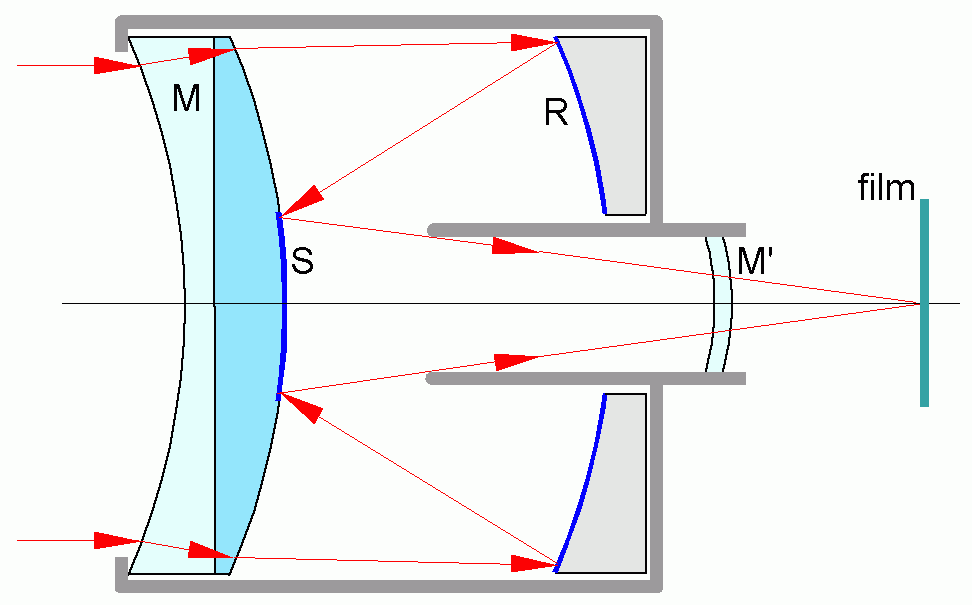
Пример схемы зеркально-линзового объектива схемы Максутова

Стремление к увеличению фокусного расстояния объективов при сохранении небольших габаритов оправы привело к созданию оригинальной конструкции объективов серии «МТО», состоящих из линз и зеркал, нанесённых на сферическую поверхность.
Объективы «Рубинар» создавались на базе фотографических объективов «МТО» и «ЗМ» сделанных по модифицированной схеме Максутова — Кассегрена с предфокальным корректором поля.
«Рубинар» — катадиоптрический телескоп по схеме, наиболее часто именуемой схемой Рихтера — Слефогта (Richter-Slevogt) по фамилиям германских оптиков. Другие её названия — «Волосова — Гальперна — Печатниковой» (СССР), и «Houghton» (США). Схема включает пару полноапертурных линз, главное и вторичное сферические зеркала, а также корректор астигматизма и кривизны поля, представляющий собой отрицательную предфокальную линзу небольшого диаметра, установленную позади главного зеркала, и удлиняющую фокусное расстояние примерно в 1,4 раза. Вторичное зеркало имеет тип манжена, установлено в передней полноапертурной линзе. Центральное экранирование вторичным зеркалом составляет, у разных моделей, 13-36 % площади, или 34-50 % диаметра входного зрачка. Объектив создаёт широкое плоское фотографическое поле. Может использоваться в качестве объектива или телескопа. Апертура различных моделей от 53 мм до 106 мм.
Фокусировка объектива — ручная по изображению на фокусировочном экране. Относительное отверстие диафрагмы — постоянное.

## Использование с современными цифровыми фотоаппаратами
Установка на современные цифровые фотоаппараты (зеркальные или беззеркальные цифровые фотоаппараты со сменными объективами) возможна с использованием соответствующих адаптеров (например, M42×1 — байонет К или M42×1 — байонет NX).
Установка на зеркальные фотоаппараты зачастую осложнена наличием на них сильно выдающейся вперёд встроенной вспышки.

## Использование в качестве телескопа
Благодаря своим малым размерам, небольшому весу и прочной металлической конструкции «Рубинар» хорошо подходит на роль портативного походного телескопа.
Заводом-изготовителем предусмотрены два способа использования объектива «Рубинар» в качестве телескопической наблюдательной системы, причём оба дают прямое неперевёрнутое изображение, как в подзорной трубе, что очень удобно. Первый способ — использовать имеющуюся в свободной продаже окулярную насадку «Турист-ФЛ»; второй — набор «Астрорубинар», поставляемый только вместе с объективом «МС Рубинар 10/1000 макро».
Кроме вариантов, предусмотренных изготовителем, есть множество других. Превратить объектив в телескоп можно с помощью отдельных окуляра и переходника с внутренней резьбой М42х1 с одной стороны и окулярного посадочного места с другой. В то же время, чтобы полностью реализовать возможности «Рубинара», нужно использовать окуляры форм-фактора 2", и соответствующее переходное устройство с креплением M42х1.
С использованием окулярной насадки «Турист-ФЛ» увеличение достигает 111× (для «Рубинара-10/1000»). С добавлением двукратного телеконвертера, например, «МС К-1», выполняющему функции линзы Барлоу, увеличение, соответственно, удваивается до 222×.
Более основательный и дорогой вариант телескопа на основе объектива «Рубинар» называется «Астрорубинар». В комплект телескопа «Астрорубинар» входят, помимо объектива «МС Рубинар 10/1000 макро», два окулярных узла: прямой и с 90-градусной призмой, а также комплект из трёх окуляров 1,25" (стандартный форм-фактор окуляров, использующихся в телескопах).
Входящие в комплект окуляры производства ЛЗОС (9,4 мм (56 градусов), 15 мм (Плёсл, 40 градусов) и 30 мм (Кёльнер, до 30 градусов)), совместно с «зумом» окулярных узлов, дают непрерывный диапазон увеличений от 22 до 175 раз (22-54, 44-110, и 70-175). Окуляры не комплектуются коробочками и крышками.
Призма, в окулярном узле — без крыши, с одной отражающей поверхностью, то есть даёт неконгруэнтное — зеркально перевёрнутое изображение, что неудобно для наблюдения земных объектов.
Линейный световой диаметр в окулярах и окулярных узлах (линейное поле зрения) «Астрорубинара» и «Туриста-ФЛ» имеет малую величину, порядка 12 мм. Это меньше, чем в призменных биноклях и подзорных трубах, где этот параметр обычно составляет около 16 мм, и, тем более, не соответствует (сильно уступает) параметрам окуляров форм-фактора 1,25", у которых световой диаметр порядка 26 мм.
Центр тяжести «Рубинара-1000» вынесен вперёд по отношению к штативному гнезду на 5 см, он проходит через широкое кольцо фокусировки. 
В комплект телескопа «Астрорубинар» не входит искатель, крепление его на объективе-телескопе не предусмотрено.

## Другие особенности

### Боке

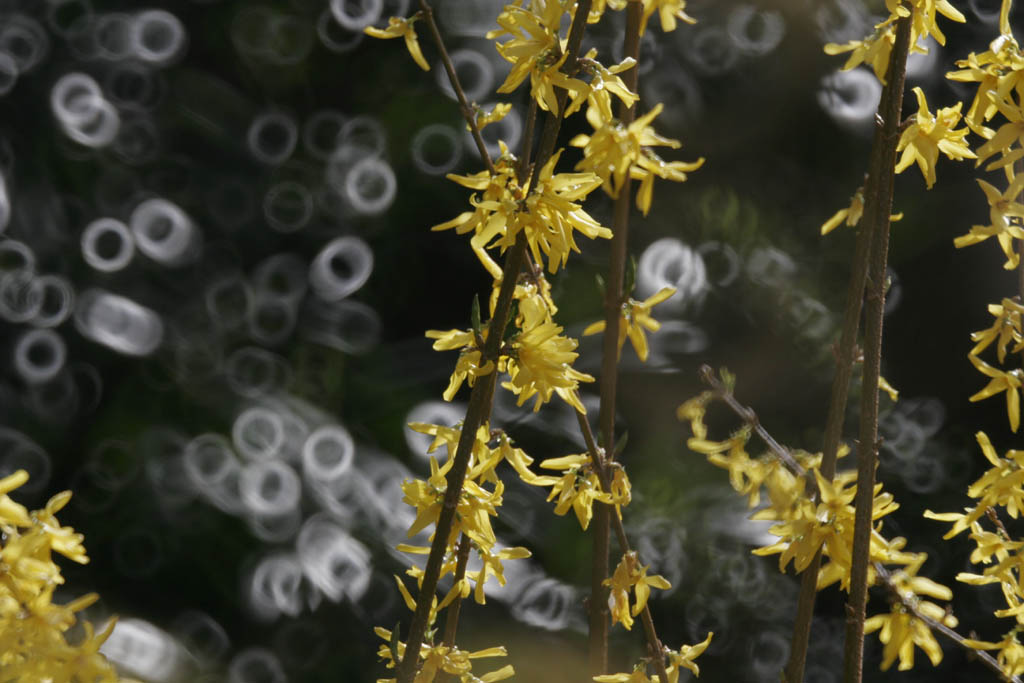
«Бублики» в боке (Рубинар 500/5.6)

В силу оптической конструкции зеркально-линзового объектива у «Рубинара» работает только часть передней линзы (кольцо), потому что центральная её часть загорожена вторичным зеркалом. Из-за этого энергетическая диаграмма пятна рассеяния имеет спад в центре, и, как следствие, нерезкие точечные источники света будут изображаться в виде колец («бубликов»).

### Макросъёмка
Объективы семейства «Рубинар» позволяют производить макросъёмку в масштабе до 1:4.

### Светофильтры
Объективы «МС Рубинар 10/1000 макро» выпусков после 2000 года комплектовались полноапертурными светофильтрами М116×1,0.
В комплекте шло три непросветлённых фильтра УФ-1,4×, ЖЗ-4×, О-8×. Кратность фильтров увеличена, по сравнению с обычными фильтрами таких же цветов меньшего диаметра, из-за больших размеров, и, соответственно, толщины стекла, и поглощения в нём.
Форм-фактор светофильтров М116×1,0, имея световой диаметр в 101 мм, не подходит для объектива «МС Рубинар 10/1000 макро», так как «срезает» его апертуру в 106 мм на 5 мм. Такого размера светофильтры в советской оптике использовались, кроме Рубинара-1000, только в ещё одном объективе МТО-11са (1000/10), того же завода. В остальных объективах с фокусным расстоянием 1000 мм использовались светофильтры с резьбами М120×1,0, 5М120×1,0. Резьба М116×1,0 не входит в ряд стандартных резьб по ГОСТу 3933-75 (1995 года). Форм-фактор светофильтров М120×1,0 также мал для этого объектива.
Объективы «МС Рубинар 10/1000 макро» ранних выпусков — до 2000 года — вместо полноапертурных М116×1,0 комплектовались только маленькими светофильтрами М35,5×0,5 (световой диаметр 31мм) уменьшенной высоты (низкопрофильные), вкручиваемые в объектив со стороны крепления к фотоаппарату. В комплекте шло 5 штук УФ-1×, ЖЗ-2×, О-2,8×, Н-2×, Н-4×. Более поздние выпуски шли с полноапертурными фильтрами и не комплектовались вкручиваемыми М35×0,5, но возможность их использования осталась.

## Варианты
- МС Рубинар — 4,5/300 Макро
- МС Рубинар — 5,6/500 Макро
- МС Рубинар — 8/500 Макро
- МС Рубинар К — 8/500 Макро (крепление — байонет К)
- МС Рубинар — 10/1000 Макро
- МС Рубинар К — 10/1000 Макро (крепление — байонет К)
- «Астро Рубинар-100-Б» (на базе «МС Рубинар 10/1000»)
- «Астро Рубинар-100-С». Не имеет оборачивающей системы для наземных наблюдений. Исполнение главного зеркала из ситалла и жёсткая установка объектива на «бесконечность» (нет кольца фокусировки) позволяют повысить устойчивость системы к воздействию изменяющейся температуры и достичь лучшего визуального качества изображения в центре поля зрения.
- МС Рубинар — 2/100 М

Зимой 2021 года Холдинг «Швабе» Госкорпорации Ростех объявил о начале производства обновлённых резьбовых версий «МС Рубинар 10/1000 Макро», «МС Рубинар 8/500 Макро», «МС Рубинар 5,6/500 Макро» и «МС Рубинар 4,5/300 Макро», выпускаемых на ЛЗОС. Корпуса получили незначительные изменения внешнего вида, а оптическая часть — более современные покрытия. Также предлагается комплект в кейсе вместе с фотоаппаратом Olympus OM-D E-M10 mkIII , либо другим на выбор. Двумя годами ранее, в феврале 2019, завод сообщил о возобновлении производства «МС Рубинар 10/1000 Макро» опытной партией в 100 шт.
В июле 2022 года Ростех продемонстрировал два объектива на «Иннопроме»: Таир 45 2,3/95 и МС Рубинар 2/100 М. По сообщению холдинга, они разработаны на основе старых советских оптических систем.
| Модель                                                                  | МС Рубинар 4,5/300 Макро | МС Рубинар 5,6/500 Макро | МС Рубинар 8/500 Макро МС Рубинар К 8/500 Макро | МС Рубинар 10/1000 Макро МС Рубинар К 10/1000 Макро | Астро Рубинар 100-Б     | Астро Рубинар 100-С |
| ----------------------------------------------------------------------- | ------------------------ | ------------------------ | ----------------------------------------------- | --------------------------------------------------- | ----------------------- | ------------------- |
| Крепление объектива                                                     | M42×1                    | M42×1                    | M42×1 Байонет К                                 | M42×1 Байонет К                                     | M42×1                   |                     |
| Фокусное расстояние (мм)                                                | 300                      | 500                      | 500                                             | 1000                                                | 1000                    | 1000                |
| Относительное отверстие                                                 | 1:4,5                    | 1:5,6                    | 1:8                                             | 1:10                                                | 1:10                    | 1:10                |
| Угловое поле зрения                                                     | 8°                       | 5°                       | 5°                                              | 2°30'                                               | 2°30'                   | 2°30'               |
| Рабочий отрезок                                                         | 45,5                     | 45,5                     | 45,5                                            | 45,5                                                | 45,5                    |                     |
| Фотографическая разрешающая способность в центре не менее (лин/мм)      | 40 ?                     | 50 ?                     |                                                 | 50                                                  | 50                      |                     |
| Фотографическая разрешающая способность по полю, не менее (лин/мм)      | 32 ?                     | 40 ?                     |                                                 | 40 (на 15 мм от центра)                             | 40 (на 15 мм от центра) |                     |
| Фотографическая разрешающая способность по краю поля, не менее (лин/мм) |                          |                          |                                                 | 35 (на 19 мм от центра)                             | 35 (на 19 мм от центра) |                     |
| Пределы фокусировки (м)                                                 | 1,7 — ∞                  | 2,2 — ∞                  | 2,2 — ∞                                         | 4 — ∞                                               | 4 — ∞                   | Только ∞            |
| Число элементов/групп                                                   | 6 / 5                    | 7 / 5                    |                                                 | 7 / 5                                               | 7 / 5                   | 7 / 5               |
| Центральное экранирование вторичным зеркалом по диаметру, %             |                          | 50 %                     |                                                 | 34 %                                                | 34 %                    |                     |
| Диаметр вторичного зеркала, мм                                          | 40                       | 50                       |                                                 | 38                                                  | 38                      | 38                  |
| Диаметр бленды вторичного зеркала, мм                                   |                          |                          |                                                 | 43                                                  | 43                      | 43                  |
| Световой диаметр первой поверхности (мм)                                | ≈66                      | ≈90                      | ≈63                                             | 106                                                 | 106                     | 106                 |
| Световой диаметр последней поверхности (мм)                             |                          |                          |                                                 | 31                                                  | 31                      |                     |
| Наибольший диаметр оправы (мм)                                          | 92                       | 113                      | 81                                              | 125                                                 | 125                     |                     |
| Длина оправы до опорного торца при дистанции «бесконечность» (мм)       | 98                       | 130                      | 99                                              | 210                                                 | 210                     |                     |
| Посадочный диаметр для резьбовых насадок                                | M77×0,75                 | M105×1                   | M77×0,75                                        | М116×1                                              | М116×1                  |                     |
| Посадочный диаметр для гладких насадок (мм)                             |                          |                          |                                                 | 122                                                 | 122                     |                     |
| Масса (г)                                                               | 655                      | 1360                     | 510                                             | 1900                                                | 2300                    |                     |
| Наличие штативного гнезда                                               | нет                      | 1/4"                     | нет                                             | 1/4"                                                | 1/4"                    | 1/4"                |

Маркировка «МС» означает наличие мультипросветления.